# Mount Kokeby
Mount Kokeby is een plaats in de regio Wheatbelt in West-Australië.

## Geschiedenis
Ten tijde van de Europese kolonisatie leefden de Balardong Nyungah in de streek. De kustvolkeren noemden hen de 'Boijangura', het heuvelvolk.
In 1835 maakte landmeter-generaal John Septimus Roe melding van 'Mount Rokeby', een heuvel vernoemd naar de 5e of 6e Baron Rokeby van Armagh. In 1889 opende de Great Southern Railway. Erlangs werd een spoorwegstation gebouwd dat Mount Kokeby werd genoemd, naar de heuvel maar dan verkeerd gespeld.
In 1899 werd voorgesteld de omgeving aan het station te verkavelen. Drie jaar later, in 1902, werd het dorp Mount Kokeby er officieel gesticht. Het dorp kende zijn hoogtepunt in de jaren 1920. Er was toen een hotel, winkel, gemeenschapszaal ('Agricultural Hall'), bakkerij, hoefsmid, wagenmaker en een graanopslagplaats. Vervolgens raakte het plaatsje in verval.

## 21e eeuw
Mount Kokeby maakt deel uit van het lokale bestuursgebied (LGA) Shire of Beverley, een landbouwdistrict. Het is een verzamel- en ophaalpunt voor de oogst van de in streek bij de Co-operative Bulk Handling Group aangesloten graanproducenten.

## Transport
Mount Kokeby ligt langs de Great Southern Highway, 142 kilometer ten zuidoosten van de West-Australische hoofdstad Perth, 20 kilometer ten noorden van Brookton en 12 kilometer ten zuiden van Beverley, de hoofdplaats van het lokale bestuursgebied waarvan het deel uitmaakt.
De Great Southern Railway die langs Mount Kokeby loopt maakt deel uit van het goederenspoorwegnetwerk van Arc Infrastructure.